# Ru (kana)
En l'escriptura japonesa, els caràcters る (hiragana) i ル (katakana) ocupen el 41è lloc en el sistema modern d'ordenació alfabètica gojūon (五十音), entre り i れ; i l'11è en el poema Iroha, entre ぬ i を. En fonologia, una mora és la unitat superior al segment i inferior a la síl·laba.
A la taula de l'ordre gojūon (per columnes, i de dreta a esquerra), es troba a la novena columna (ら行, columna «ra») i la tercera fila (う段, "fila «u»).

La taula gojūon

El caràcter る prové del kanji 留, mentre que ル prové de 流.

## Romanització
Segons els sistemes de romanització Hepburn modificat, Kunrei-shiki i Nihon-shiki, る, ル són romanitzades com «ru».

## Escriptura
|  | El caràcter る s'escriu amb un sol traç amb una forma que recorda el número 3. Comença sent horitzontal cap a la dreta, posteriorment diagonal cap avall a l'esquerra forma un ampli arc de circumferència i, a diferència de ろ, acaba en bucle. |
|  | El caràcter ル s'escriu amb dos traços: 1. Traç diagonal cap avall a l'esquerra, i lleugerament corbat. 2. A la dreta del primer traç, un traç compost per una línia vertical cap avall i una corba ascendent cap a la dreta.                     |

## Altres escriptures
| る o ル en braille japonès   | る o ル en braille japonès                                 | る o ル en braille japonès                                | る o ル en braille japonès                                                              |
| ---------------------------- | ---------------------------------------------------------- | --------------------------------------------------------- | --------------------------------------------------------------------------------------- |
| る o ル ru                   | るう o ルー rū                                             | りゅ o リュ ryu                                           | りゅう o リュー ryū                                                                     |
| ⠙ (braille pattern dots-145) | ⠙ (braille pattern dots-145) · ⠒ (braille pattern dots-25) | ⠈ (braille pattern dots-4) · ⠙ (braille pattern dots-145) | ⠈ (braille pattern dots-4) · ⠙ (braille pattern dots-145) · ⠒ (braille pattern dots-25) |

- Alfabet fonètic: 「ローマのロ」 (la «ru de rusui». Rusui és un càrrec oficial de l'era Edo)
- Codi Morse:[7] － • －－ •